# مالکوم گلیزر
مالکوم ایروینگ گلیزر (به انگلیسی: Malcolm Irving Glazer) (زاده ۲۵ مه ۱۹۲۸- درگذشته ۲۸ مه ۲۰۱۴) تاجر آمریکایی و دارندهٔ تیم‌های ورزشی بود. وی صاحب باشگاه بزرگ فوتبال منچستر یونایتد بود.
مالکولم ایروینگ گلیزر (۱۵ اوت ۱۹۲۸ – ۲۸ مه ۲۰۱۴)، کارآفرین و مالک تیم‌های ورزشی آمریکایی بود. او رئیس و مدیر عامل شرکت First Allied Corporation بود، که یک شرکت سرمایه‌گذاری است که به مالکیت وی تعلق داشت و همچنین دو تیم فوتبال منچستر یونایتد از لیگ برتر و تمپا بی بوکانیرز از لیگ فوتبال ملی آمریکا را داشت.

## زندگی‌نامه
گلیزر در راچستر، نیویورک متولد شد، پنجمین فرزند از هفت فرزند مهاجران یهودی لیتوانیایی، ابراهام و حنا گلیزر بود. او در سن هشت سالگی در کارخانه قطعات ساعت پدرش کار کرد. وقتی پدرش در ۱۵ سالگی درگذشت، وی ساعت‌های خود را در خیابان‌ها فروخت تا به تأمین هزینه‌های خانواده کمک کند. او به‌طور کوتاهی به دانشگاه سمپسون در رامولوس، نیویورک رفت و سپس به صورت تمام وقت به تعمیر ساعت و جواهرات اختصاص داد. او با قدرت کارآفرینی و پوستری شاهکار با رنگ قرمز، در رسانه‌های خبری به عنوان «لیپریکان» شناخته می‌شد.

## تاریخچه تجاری
گلیزر اجازه تعمیر ساعت را در پایگاه هوایی سمپسون به دست آورد. وقتی پایگاه در سال ۱۹۵۶ بسته شد، او به صنعت سرمایه‌گذاری در خانه‌های تک خانواده، دوختگی‌ها و ساختمان‌های تجاری در راچستر گسترش داد و در نهایت مالکیت مستغلات تجاری در سراسر آمریکا را به دست آورد. در سال ۱۹۶۳، او بانک ملی ساوانا را در نیویورک شمالی خرید. در سال ۱۹۷۳، او اولین از پنج مرکز مراقبت از سلامتی را که باید مالکیتش را به دست می‌آورد، West Hill Convalescent Center در هارتفورد، کانتیکت را خرید. در سال ۱۹۷۶، او سه ایستگاه تلویزیونی را با قیمت ۲۰ میلیون دلار شامل WRBL در کلمبوس، جورجیا خریداری کرد. در سال ۱۹۸۴، او شرکت First Allied Corporation را تأسیس کرد، یک شرکت مادر برای تلاش‌های مختلف خود که به عنوان رئیس و مدیر عامل در آن خدمت می‌کرد. این شرکت در زمینه‌های متنوعی از مالکیت‌های بین‌المللی و شرکت‌های عمومی سرمایه‌گذاری کرد، از جمله: شرکت زاپاتا، گروه رستوران‌های هولیهان، هارلی-دیویدسون، فرمیکا، اسباب بازی‌های Tonka، تجهیزات ویژه و پروتئین امگا.
نخستین بار گلیزر در سال ۱۹۸۴ توجه ملی را به خود جلب کرد، زمانی که سعی ناموفقی برای خرید شرکت ریل روی حمل و نقل دولتی، کنریل را در ارزش ۷٫۶ میلیارد دلار انجام داد. او بعدها بزرگ‌ترین سهامدار شرکت طراحی کننده آشپزخانه فورمیکا در سال ۱۹۸۸ و بعدها با سازنده موتورسیکلت هارلی-دیویدسون شد. گلیزر کنترل شرکت نفت و گاز زاپاتا را به دست آورد که توسط جورج بوش پدر تأسیس شده بود.